# Sarah Rose Karr
Pour les articles homonymes, voir Karr.
Sarah Rose Karr est une actrice américaine née le 13 novembre 1984 aux États-Unis.
Notamment connue pour son rôle de la jeune Emily Newton dans la comédie à succès Beethoven (1994), elle a aujourd'hui totalement disparu des écrans télévisés.

## Filmographie
- 1990 : Un flic à la maternelle (Kindergarten Cop) : Emma
- 1991 : Le Père de la mariée (Father of the Bride) : Annie Banks (At 7 Years Old)
- 1992 : Beethoven : Emily Newton
- 1992 : Homewrecker (TV) : Dana Whitson
- 1993 : Beethoven 2 (Beethoven's 2nd) : Emily Newton
- 1995 : The Four Diamonds (TV) : Stacie Millard